# Invizimals
Invizimals (stilisiert: InviZimals) ist ein Computerspiel von Novarama und Sony Computer Entertainment (SCEE), das die Go!Cam für PlayStation Portable voraussetzt und mehrere Nachfolger nach sich zog.

## Spielprinzip
Das Spielprinzip aller Spiele ist dasselbe: Man bekommt einzelne Missionen zugeteilt, die man erfüllen muss. Manchmal muss man ein Turnier gewinnen, indem man gegen andere Invizimals kämpft oder manchmal bestimmte Invizimals einfangen.
Parallel zu den Hauptmissionen ist man Mitglied bei der sogenannten „Invizimaljäger-Allianz“, die von Keni gegründet wurde, und muss imaginäre Puzzles, die immer ein Wappen ergeben, legen. Wenn man ein Puzzle schafft kommt man eine Stufe höher in der Allianz und bekommt Geschenke, wie z. B. ein Invizimal oder ein sogenannter „Vektor“ (eine Superattacke, die man in einem Kampf einsetzen kann).
Beim Spiel ist immer die sogenannte Falle mit dabei, die eine kleine weißschwarze Plastikkarte mit einem Muster ist.

## Hauptcharaktere
Drei Hauptcharaktere begleiten den Spieler bei jedem Spiel das gesamte Spiel über:
Kenichi „Keni“ Nakamura
ist Ingenieur und arbeitet bei Sony Computer Entertainment in Tokio. Beim Entwickeln der Go!Cam entdeckt er Kreaturen und tauft diese Invizimals. Er erforscht diese Invizimals und findet viel raus. In Invizimals: Schattenzone entdeckt er die dunklen Invizimals, die aus dunklen Funken bestehen und gründet eine Invizimaljäger-Allianz, bei der der Spieler als erster beitritt.
Professor Doc Dawson
(gespielt von Brian Blessed) wird ein Freund von Keni und erforscht die Invizimals mit. Bei Fragen von Keni und Jazmin forscht er meist an dieser Sache, bis er eine Antwort hat. Er organisiert außerdem die Weltreise der drei Hauptcharaktere.
Jazmin N.
ist eine Freundin von Keni und Professor Dawson. Sie übernimmt die Einführung des Spiels Invizimals: Schattenzone.

### Invizimals
Der Name des Spiels ist gleichzeitig auch der Name der kleinen Kreaturen namens Invizimals. Erwähnenswert ist, dass die Kreaturen auf den Bildern der PSP-Kamera in der Realität zu sehen sind. Zum Schema des Spiels gehört es sich die Kreaturen namens Invizimals zu fangen, indem im Spiel zur PSP-Kamera umgeschaltet wird und man die Kamera auf Gegenstände einer bestimmten Farbe halten muss. Daraufhin muss die Falle auf diese Stelle gesetzt werden und im Visier der Kamera sein. Wenn man das tut, erscheinen immer zwei kleine identische Formen. Wenn diese sich kreuzen, muss man schnell die X-Taste drücken. Dies passiert dreimal bis dann das sogenannte Invizimal erscheint. Dann muss man eine bestimmte Aufgabe erfüllen in einem kleinen Minispiel, wie z. B. Memory gegen das Invizimal spielen oder einen Parcours überqueren. Wenn man das schafft, erscheint immer die Anzeige Invizimal eingefangen und das Invizimal wird zu seinen Bestandteilen namens Funken umgesetzt und in die Falle gebracht.
Es gibt zwei Einteilungen der Invizimals:

#### Nach Stärke (Entwicklung der Invizimals)
Einmal werden sie nach Stärke eingeteilt. Dafür gibt es drei Stufen: Pup, Colt und Max. Sie werden immer nach dem Namen genannt. Z. B. sagt man Stingwing Pup. Ein Invizimal bekommt nach jedem gewonnenen Kampf Kampf-Watt. Wenn die Kampf-Watt-Anzeige voll ist, kommt ein Invizimal in die nächste Stufe. Es gibt maximal zwölf Stufen, und bei den Stufen fünf und neun entwickelt sich das Invizimal zum Colt und Max. Es gibt jedoch auch Ausnahmen, wie z. B. Kukulkan.

#### Nach Element
Jedes Invizimal hat sein Element. Es gibt die Elemente Feuer, Eis, Felsen, Ozean, Wüste und Dschungel. Jedes Element hat auch eine dazugehörige Farbe, die man bei der Suche des Invizimals ins Visier der Kamera nehmen muss.

## Rezeption
Das Spiel erhielt durchschnittliche bis positive Wertungen.

## Invinizimals-Reihe
SCEE hat bisher fünf Invizimals-Spiele veröffentlicht:
| Name                                 | Veröffentlichung                    | Plattform            | Anzahl Invizimals |
| ------------------------------------ | ----------------------------------- | -------------------- | ----------------- |
| Invizimals                           | 13. November 2009 12. Oktober 2010  | PlayStation Portable | 105               |
| Invizimals: Schattenzone             | 12. November 2010 25. Oktober 2011  | PlayStation Portable | 132               |
| Invizimals: Die verlorenen Stämme    | 4. November 2011 23. September 2014 | PlayStation Portable | 150               |
| Invizimals: Das Bündnis              | 30. Oktober 2013 30. September 2014 | PlayStation Vita     |                   |
| Invizimals: Das verlorene Königreich | 30. Oktober 2013 30. September 2014 | PlayStation 3        |                   |

### Chronologie

#### Invizimals: Schattenzone
Am Anfang des zweiten Teils wird der Spieler gefragt, ob er den ersten Teil schon gespielt hätte. Bei den jeweiligen Antworten werden zuerst verschiedene Videos abgespielt und ein verschiedener Invizimal gefangen.
Wenn man mit „Ja“ antwortet, darf man einer der Invizimals vom ersten Teil wieder fangen. Wenn man jedoch mit „Nein“ antwortet, wird ein Teil aus dem ersten Teil abgespielt und Jazmin meint man wäre der absolut beste Invizimaljäger der Welt gewesen, hat jedoch alles durch einen „Erinnerungsstrahl“ vergessen. Danach wird einem alles wieder erklärt und man darf das Invizimal Stingwing Pup fangen.

#### Invizimals: Die verlorenen Stämme
SCEE kündigte an, dass der dritte Teil Invizimals: The Lost Tribes (deutsch: Invizimals: Die verlorenen Stämme) November 2011 erscheinen soll. Das Spiel war auch auf der Gamescom 2011 zu sehen. Es soll 150 Invizimals enthalten, wobei 70 davon auch in den älteren Teilen zu finden sind.

### Ähnlichkeit
Invizimals und Invizimals: Schattenzone weisen beide Ähnlichkeiten zur etwas älteren Videospielreihe Pokémon auf. Unterschiede sind, dass es Invizimals nur für die PSP gibt und Pokémon nur für Nintendos Handheld-Konsolen und dass Pokémon in einer eigenen zweidimensionalen Videospielwelt funktioniert, während Invizimals dreidimensional in der Realität spielt.